# Gideon Ståhlberg
Anders Gideon Tom Ståhlberg (* 26. Januar 1908 in Göteborg; † 26. Mai 1967 in Leningrad) war ein schwedischer Schachgroßmeister.

## Leben
Ståhlberg gewann bereits 1927 die Meisterschaft Schwedens (geteilt mit Gösta Stoltz). Seinen Erfolg wiederholte er 1929 und 1939. In den 1930er Jahren entfaltete sich sukzessive sein großes Talent. Zwar verlor er 1930 zwei Wettkämpfe gegen Efim Bogoljubow (in Göteborg mit 1,5:4,5) und Rudolf Spielmann (in Stockholm mit 1,5:4,5), doch besiegte er den letzteren 1934 an gleicher Stelle mit 5:3 und ein Jahr später in Göteborg Aaron Nimzowitsch ebenfalls mit 5:3. Bis zum Beginn des Zweiten Weltkrieges verbuchte der jahrzehntelange Spitzenspieler Schwedens eine Reihe Erfolge auf internationalen Turnieren: Er siegte 1934 in Niendorf und 1935 in Zoppot, er wurde Dritter in Dresden 1936, Zweiter in Stockholm, Pärnu und Zoppot 1937, Zweiter in Ķemeri und Harzburg 1939.
Ståhlberg nahm an dreizehn Schacholympiaden (1928, 1930, 1931, 1933, 1935, 1937, 1939, 1952, 1954, 1956, 1958, 1960 und 1964) teil. Mit der Mannschaft erreichte er 1935 den zweiten und 1933 den dritten Platz, in der Einzelwertung gelang ihm 1952 das zweitbeste und 1935 das drittbeste Ergebnis am Spitzenbrett. Auch an der inoffiziellen Schacholympiade 1936 in München nahm er teil und erreichte das drittbeste Einzelergebnis am Spitzenbrett. Nach dem Ausbruch des Zweiten Weltkrieges während der Schacholympiade 1939 in Buenos Aires blieb er in Argentinien bis zum Jahr 1948. In dieser Zeit verhalf er (und andere europäische Spieler, die nicht ins vom Krieg befallene Europa zurückkehren wollten) durch seine Teilnahme an einer Vielzahl von Schachturnieren in Südamerika dem Schachspiel zu großer Popularität auf diesem Erdteil. Er war auch in dieser Periode seines Lebens sehr erfolgreich: Sieger in Mar del Plata 1941 und Buenos Aires 1941 und 1947, Zweiter in Mar del Plata 1942, 1943, 1947 und 1948 und in Buenos Aires 1948. 1948 nahm er am Interzonenturnier in Saltsjöbaden teil, wo er dem 6. Platz einnahm und sich für das Kandidatenturnier 1950 in Budapest qualifizierte. In Budapest wurde er 7. Zuvor, im Jahr 1949, gewann er das sehr stark besetzte Turnier in Teplitz-Schönau. 1950 verlieh die FIDE Ståhlberg den Großmeistertitel.
Die schwedische Mannschaftsmeisterschaft gewann Ståhlberg 1952/53, 1953 und 1955 mit Stockholm Södra SS sowie 1962 mit einer Stockholmer Auswahlmannschaft.
Seine beste historische Elo-Zahl betrug 2762. Diese erreichte er im März 1948. Zu dieser Zeit war er der drittbeste Spieler der Welt.
Seit 1951 war er Internationaler Schiedsrichter der FIDE und leitete von 1957 bis 1963 in Folge fünf der Wettkämpfe Michail Botwinniks um die Weltmeisterschaft (alle in Moskau ausgetragen). 1953 wurde er beim Kandidatenturnier von Zürich und Neuhausen Letzter (15.). Es gelang ihm nicht mehr, sich für das Interzonenturnier zu qualifizieren, doch konnte er noch einige Male Erfolge auf internationalen Turnieren aufweisen: Er siegte in Göteborg 1957/58 und wurde in Beverwijk 1958 und Kopenhagen 1960 jeweils Dritter. Kurz vor Eröffnung des internationalen Turniers in Leningrad 1967, an dem er teilnehmen sollte, erlag er einem Herzinfarkt.